# Trifolium dasyurum
Trifolium dasyurum är en ärtväxtart som beskrevs av Karel Presl. Trifolium dasyurum ingår i släktet klövrar, och familjen ärtväxter. Inga underarter finns listade i Catalogue of Life.